# Convair 880

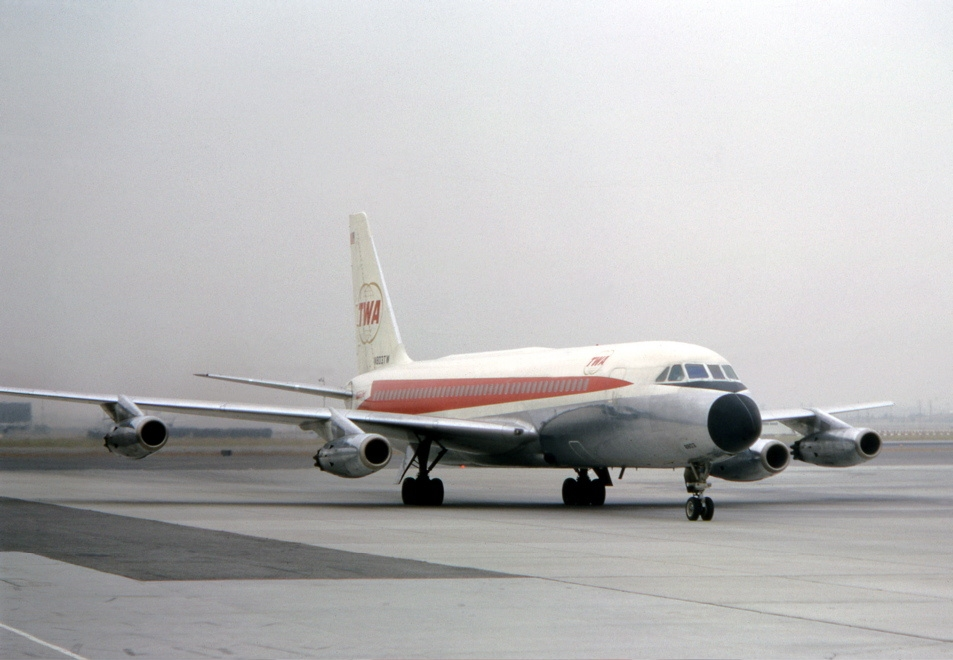
Een Convair 880 van Trans World Airlines.

De Convair 880 is een narrow-body-straalvliegtuig, gebouwd door de Amerikaanse vliegtuigfabrikant Convair, destijds onderdeel van General Dynamics. In de periode 1959-1962 werden er 65 gebouwd. Het vliegtuig werd niet alleen in de burgerluchtvaart maar ook door de United States Navy ingezet. Ook Elvis Presley bezat een eigen toestel.
Vanaf 1961 werd ook de Convair 990 Coronado gebouwd, een verlengde en snellere variant van de 880, waarvan er 37 werden geleverd.